# Slaviskt parti
Den här artikeln använder algebraisk schacknotation för att beskriva schackdragen.
Slaviskt parti är en schacköppning som börjar med dragen:
1. d4 d5
2. c4 c6
Slaviskt parti är en solid öppning även om vissa varianter är mycket taktiska. Det är ett av svarts huvudförsvar mot 1.d4.
Jämfört med avböjd damgambit (2...e6) har slaviskt fördelen för svart att vitfältslöparen inte är instängd. Men svart måste vara försiktig med att utveckla den för tidigt; 3.Sc3 Lf5? 4.cxd5 cxd5 5.Db3 vinner en bonde och även till exempel 3.Sf3 Sf6 4.Sc3 Lf5 5.cxd5 cxd5 Db3 är fördelaktigt för vit.
2...c6 ökar också hotet att slå på c4 och sen försöka behålla bonden med ...b5. En nackdel med 2...c6 är att det blockerar fältet för springaren. En annan är att draget kan vara en tempoförlust om svart senare spelar ...c5.
Om svart spelar ...e6 under de första dragen går öppningen över i halvslaviskt parti vilket räknas som en egen öppning.
Öppningen är känd sen 1500-talet men analyserades ordentligt på 1920-talet, av bland andra mästare av slaviskt ursprung som Semjon Alapin, Alexander Aljechin och Efim Bogoljubov, vilket gett öppningen dess namn.

## Varianter
Spelet fortsätter oftast:
3.Sf3 Sf6 4.Sc3
Efter 4.Sc3 har kan svart välja mellan huvudvarianten med 4...dxc4 och Tjebanenkovarianten med 4...a6.
I stället för 4.Sc3 kan vit spela:
- 4.e3 som är en lugnare variant beskriven nedan.
- 4.cxd5 som är avbytesvarianten, också beskriven nedan (vit kan också byta i tredje draget).
- 4.Db3 (eller 4.Dc2) 4...dxc4 5.Dxc4 Lf5 6.g3 e6.

### Huvudvarianten (4...dxc4)
|   | a | b | c | d | e | f | g | h |   |
| 8 | a8 svart torn · b8 svart springare · d8 svart drottning · e8 svart kung · f8 svart löpare · h8 svart torn · a7 svart bonde · b7 svart bonde · e7 svart bonde · f7 svart bonde · g7 svart bonde · h7 svart bonde · c6 svart bonde · f6 svart springare · f5 svart löpare · a4 vit bonde · c4 svart bonde · d4 vit bonde · c3 vit springare · f3 vit springare · b2 vit bonde · e2 vit bonde · f2 vit bonde · g2 vit bonde · h2 vit bonde · a1 vit torn · c1 vit löpare · d1 vit drottning · e1 vit kung · f1 vit löpare · h1 vit torn | a8 svart torn · b8 svart springare · d8 svart drottning · e8 svart kung · f8 svart löpare · h8 svart torn · a7 svart bonde · b7 svart bonde · e7 svart bonde · f7 svart bonde · g7 svart bonde · h7 svart bonde · c6 svart bonde · f6 svart springare · f5 svart löpare · a4 vit bonde · c4 svart bonde · d4 vit bonde · c3 vit springare · f3 vit springare · b2 vit bonde · e2 vit bonde · f2 vit bonde · g2 vit bonde · h2 vit bonde · a1 vit torn · c1 vit löpare · d1 vit drottning · e1 vit kung · f1 vit löpare · h1 vit torn | a8 svart torn · b8 svart springare · d8 svart drottning · e8 svart kung · f8 svart löpare · h8 svart torn · a7 svart bonde · b7 svart bonde · e7 svart bonde · f7 svart bonde · g7 svart bonde · h7 svart bonde · c6 svart bonde · f6 svart springare · f5 svart löpare · a4 vit bonde · c4 svart bonde · d4 vit bonde · c3 vit springare · f3 vit springare · b2 vit bonde · e2 vit bonde · f2 vit bonde · g2 vit bonde · h2 vit bonde · a1 vit torn · c1 vit löpare · d1 vit drottning · e1 vit kung · f1 vit löpare · h1 vit torn | a8 svart torn · b8 svart springare · d8 svart drottning · e8 svart kung · f8 svart löpare · h8 svart torn · a7 svart bonde · b7 svart bonde · e7 svart bonde · f7 svart bonde · g7 svart bonde · h7 svart bonde · c6 svart bonde · f6 svart springare · f5 svart löpare · a4 vit bonde · c4 svart bonde · d4 vit bonde · c3 vit springare · f3 vit springare · b2 vit bonde · e2 vit bonde · f2 vit bonde · g2 vit bonde · h2 vit bonde · a1 vit torn · c1 vit löpare · d1 vit drottning · e1 vit kung · f1 vit löpare · h1 vit torn | a8 svart torn · b8 svart springare · d8 svart drottning · e8 svart kung · f8 svart löpare · h8 svart torn · a7 svart bonde · b7 svart bonde · e7 svart bonde · f7 svart bonde · g7 svart bonde · h7 svart bonde · c6 svart bonde · f6 svart springare · f5 svart löpare · a4 vit bonde · c4 svart bonde · d4 vit bonde · c3 vit springare · f3 vit springare · b2 vit bonde · e2 vit bonde · f2 vit bonde · g2 vit bonde · h2 vit bonde · a1 vit torn · c1 vit löpare · d1 vit drottning · e1 vit kung · f1 vit löpare · h1 vit torn | a8 svart torn · b8 svart springare · d8 svart drottning · e8 svart kung · f8 svart löpare · h8 svart torn · a7 svart bonde · b7 svart bonde · e7 svart bonde · f7 svart bonde · g7 svart bonde · h7 svart bonde · c6 svart bonde · f6 svart springare · f5 svart löpare · a4 vit bonde · c4 svart bonde · d4 vit bonde · c3 vit springare · f3 vit springare · b2 vit bonde · e2 vit bonde · f2 vit bonde · g2 vit bonde · h2 vit bonde · a1 vit torn · c1 vit löpare · d1 vit drottning · e1 vit kung · f1 vit löpare · h1 vit torn | a8 svart torn · b8 svart springare · d8 svart drottning · e8 svart kung · f8 svart löpare · h8 svart torn · a7 svart bonde · b7 svart bonde · e7 svart bonde · f7 svart bonde · g7 svart bonde · h7 svart bonde · c6 svart bonde · f6 svart springare · f5 svart löpare · a4 vit bonde · c4 svart bonde · d4 vit bonde · c3 vit springare · f3 vit springare · b2 vit bonde · e2 vit bonde · f2 vit bonde · g2 vit bonde · h2 vit bonde · a1 vit torn · c1 vit löpare · d1 vit drottning · e1 vit kung · f1 vit löpare · h1 vit torn | a8 svart torn · b8 svart springare · d8 svart drottning · e8 svart kung · f8 svart löpare · h8 svart torn · a7 svart bonde · b7 svart bonde · e7 svart bonde · f7 svart bonde · g7 svart bonde · h7 svart bonde · c6 svart bonde · f6 svart springare · f5 svart löpare · a4 vit bonde · c4 svart bonde · d4 vit bonde · c3 vit springare · f3 vit springare · b2 vit bonde · e2 vit bonde · f2 vit bonde · g2 vit bonde · h2 vit bonde · a1 vit torn · c1 vit löpare · d1 vit drottning · e1 vit kung · f1 vit löpare · h1 vit torn | 8 |
| 7 | a8 svart torn · b8 svart springare · d8 svart drottning · e8 svart kung · f8 svart löpare · h8 svart torn · a7 svart bonde · b7 svart bonde · e7 svart bonde · f7 svart bonde · g7 svart bonde · h7 svart bonde · c6 svart bonde · f6 svart springare · f5 svart löpare · a4 vit bonde · c4 svart bonde · d4 vit bonde · c3 vit springare · f3 vit springare · b2 vit bonde · e2 vit bonde · f2 vit bonde · g2 vit bonde · h2 vit bonde · a1 vit torn · c1 vit löpare · d1 vit drottning · e1 vit kung · f1 vit löpare · h1 vit torn | a8 svart torn · b8 svart springare · d8 svart drottning · e8 svart kung · f8 svart löpare · h8 svart torn · a7 svart bonde · b7 svart bonde · e7 svart bonde · f7 svart bonde · g7 svart bonde · h7 svart bonde · c6 svart bonde · f6 svart springare · f5 svart löpare · a4 vit bonde · c4 svart bonde · d4 vit bonde · c3 vit springare · f3 vit springare · b2 vit bonde · e2 vit bonde · f2 vit bonde · g2 vit bonde · h2 vit bonde · a1 vit torn · c1 vit löpare · d1 vit drottning · e1 vit kung · f1 vit löpare · h1 vit torn | a8 svart torn · b8 svart springare · d8 svart drottning · e8 svart kung · f8 svart löpare · h8 svart torn · a7 svart bonde · b7 svart bonde · e7 svart bonde · f7 svart bonde · g7 svart bonde · h7 svart bonde · c6 svart bonde · f6 svart springare · f5 svart löpare · a4 vit bonde · c4 svart bonde · d4 vit bonde · c3 vit springare · f3 vit springare · b2 vit bonde · e2 vit bonde · f2 vit bonde · g2 vit bonde · h2 vit bonde · a1 vit torn · c1 vit löpare · d1 vit drottning · e1 vit kung · f1 vit löpare · h1 vit torn | a8 svart torn · b8 svart springare · d8 svart drottning · e8 svart kung · f8 svart löpare · h8 svart torn · a7 svart bonde · b7 svart bonde · e7 svart bonde · f7 svart bonde · g7 svart bonde · h7 svart bonde · c6 svart bonde · f6 svart springare · f5 svart löpare · a4 vit bonde · c4 svart bonde · d4 vit bonde · c3 vit springare · f3 vit springare · b2 vit bonde · e2 vit bonde · f2 vit bonde · g2 vit bonde · h2 vit bonde · a1 vit torn · c1 vit löpare · d1 vit drottning · e1 vit kung · f1 vit löpare · h1 vit torn | a8 svart torn · b8 svart springare · d8 svart drottning · e8 svart kung · f8 svart löpare · h8 svart torn · a7 svart bonde · b7 svart bonde · e7 svart bonde · f7 svart bonde · g7 svart bonde · h7 svart bonde · c6 svart bonde · f6 svart springare · f5 svart löpare · a4 vit bonde · c4 svart bonde · d4 vit bonde · c3 vit springare · f3 vit springare · b2 vit bonde · e2 vit bonde · f2 vit bonde · g2 vit bonde · h2 vit bonde · a1 vit torn · c1 vit löpare · d1 vit drottning · e1 vit kung · f1 vit löpare · h1 vit torn | a8 svart torn · b8 svart springare · d8 svart drottning · e8 svart kung · f8 svart löpare · h8 svart torn · a7 svart bonde · b7 svart bonde · e7 svart bonde · f7 svart bonde · g7 svart bonde · h7 svart bonde · c6 svart bonde · f6 svart springare · f5 svart löpare · a4 vit bonde · c4 svart bonde · d4 vit bonde · c3 vit springare · f3 vit springare · b2 vit bonde · e2 vit bonde · f2 vit bonde · g2 vit bonde · h2 vit bonde · a1 vit torn · c1 vit löpare · d1 vit drottning · e1 vit kung · f1 vit löpare · h1 vit torn | a8 svart torn · b8 svart springare · d8 svart drottning · e8 svart kung · f8 svart löpare · h8 svart torn · a7 svart bonde · b7 svart bonde · e7 svart bonde · f7 svart bonde · g7 svart bonde · h7 svart bonde · c6 svart bonde · f6 svart springare · f5 svart löpare · a4 vit bonde · c4 svart bonde · d4 vit bonde · c3 vit springare · f3 vit springare · b2 vit bonde · e2 vit bonde · f2 vit bonde · g2 vit bonde · h2 vit bonde · a1 vit torn · c1 vit löpare · d1 vit drottning · e1 vit kung · f1 vit löpare · h1 vit torn | a8 svart torn · b8 svart springare · d8 svart drottning · e8 svart kung · f8 svart löpare · h8 svart torn · a7 svart bonde · b7 svart bonde · e7 svart bonde · f7 svart bonde · g7 svart bonde · h7 svart bonde · c6 svart bonde · f6 svart springare · f5 svart löpare · a4 vit bonde · c4 svart bonde · d4 vit bonde · c3 vit springare · f3 vit springare · b2 vit bonde · e2 vit bonde · f2 vit bonde · g2 vit bonde · h2 vit bonde · a1 vit torn · c1 vit löpare · d1 vit drottning · e1 vit kung · f1 vit löpare · h1 vit torn | 7 |
| 6 | a8 svart torn · b8 svart springare · d8 svart drottning · e8 svart kung · f8 svart löpare · h8 svart torn · a7 svart bonde · b7 svart bonde · e7 svart bonde · f7 svart bonde · g7 svart bonde · h7 svart bonde · c6 svart bonde · f6 svart springare · f5 svart löpare · a4 vit bonde · c4 svart bonde · d4 vit bonde · c3 vit springare · f3 vit springare · b2 vit bonde · e2 vit bonde · f2 vit bonde · g2 vit bonde · h2 vit bonde · a1 vit torn · c1 vit löpare · d1 vit drottning · e1 vit kung · f1 vit löpare · h1 vit torn | a8 svart torn · b8 svart springare · d8 svart drottning · e8 svart kung · f8 svart löpare · h8 svart torn · a7 svart bonde · b7 svart bonde · e7 svart bonde · f7 svart bonde · g7 svart bonde · h7 svart bonde · c6 svart bonde · f6 svart springare · f5 svart löpare · a4 vit bonde · c4 svart bonde · d4 vit bonde · c3 vit springare · f3 vit springare · b2 vit bonde · e2 vit bonde · f2 vit bonde · g2 vit bonde · h2 vit bonde · a1 vit torn · c1 vit löpare · d1 vit drottning · e1 vit kung · f1 vit löpare · h1 vit torn | a8 svart torn · b8 svart springare · d8 svart drottning · e8 svart kung · f8 svart löpare · h8 svart torn · a7 svart bonde · b7 svart bonde · e7 svart bonde · f7 svart bonde · g7 svart bonde · h7 svart bonde · c6 svart bonde · f6 svart springare · f5 svart löpare · a4 vit bonde · c4 svart bonde · d4 vit bonde · c3 vit springare · f3 vit springare · b2 vit bonde · e2 vit bonde · f2 vit bonde · g2 vit bonde · h2 vit bonde · a1 vit torn · c1 vit löpare · d1 vit drottning · e1 vit kung · f1 vit löpare · h1 vit torn | a8 svart torn · b8 svart springare · d8 svart drottning · e8 svart kung · f8 svart löpare · h8 svart torn · a7 svart bonde · b7 svart bonde · e7 svart bonde · f7 svart bonde · g7 svart bonde · h7 svart bonde · c6 svart bonde · f6 svart springare · f5 svart löpare · a4 vit bonde · c4 svart bonde · d4 vit bonde · c3 vit springare · f3 vit springare · b2 vit bonde · e2 vit bonde · f2 vit bonde · g2 vit bonde · h2 vit bonde · a1 vit torn · c1 vit löpare · d1 vit drottning · e1 vit kung · f1 vit löpare · h1 vit torn | a8 svart torn · b8 svart springare · d8 svart drottning · e8 svart kung · f8 svart löpare · h8 svart torn · a7 svart bonde · b7 svart bonde · e7 svart bonde · f7 svart bonde · g7 svart bonde · h7 svart bonde · c6 svart bonde · f6 svart springare · f5 svart löpare · a4 vit bonde · c4 svart bonde · d4 vit bonde · c3 vit springare · f3 vit springare · b2 vit bonde · e2 vit bonde · f2 vit bonde · g2 vit bonde · h2 vit bonde · a1 vit torn · c1 vit löpare · d1 vit drottning · e1 vit kung · f1 vit löpare · h1 vit torn | a8 svart torn · b8 svart springare · d8 svart drottning · e8 svart kung · f8 svart löpare · h8 svart torn · a7 svart bonde · b7 svart bonde · e7 svart bonde · f7 svart bonde · g7 svart bonde · h7 svart bonde · c6 svart bonde · f6 svart springare · f5 svart löpare · a4 vit bonde · c4 svart bonde · d4 vit bonde · c3 vit springare · f3 vit springare · b2 vit bonde · e2 vit bonde · f2 vit bonde · g2 vit bonde · h2 vit bonde · a1 vit torn · c1 vit löpare · d1 vit drottning · e1 vit kung · f1 vit löpare · h1 vit torn | a8 svart torn · b8 svart springare · d8 svart drottning · e8 svart kung · f8 svart löpare · h8 svart torn · a7 svart bonde · b7 svart bonde · e7 svart bonde · f7 svart bonde · g7 svart bonde · h7 svart bonde · c6 svart bonde · f6 svart springare · f5 svart löpare · a4 vit bonde · c4 svart bonde · d4 vit bonde · c3 vit springare · f3 vit springare · b2 vit bonde · e2 vit bonde · f2 vit bonde · g2 vit bonde · h2 vit bonde · a1 vit torn · c1 vit löpare · d1 vit drottning · e1 vit kung · f1 vit löpare · h1 vit torn | a8 svart torn · b8 svart springare · d8 svart drottning · e8 svart kung · f8 svart löpare · h8 svart torn · a7 svart bonde · b7 svart bonde · e7 svart bonde · f7 svart bonde · g7 svart bonde · h7 svart bonde · c6 svart bonde · f6 svart springare · f5 svart löpare · a4 vit bonde · c4 svart bonde · d4 vit bonde · c3 vit springare · f3 vit springare · b2 vit bonde · e2 vit bonde · f2 vit bonde · g2 vit bonde · h2 vit bonde · a1 vit torn · c1 vit löpare · d1 vit drottning · e1 vit kung · f1 vit löpare · h1 vit torn | 6 |
| 5 | a8 svart torn · b8 svart springare · d8 svart drottning · e8 svart kung · f8 svart löpare · h8 svart torn · a7 svart bonde · b7 svart bonde · e7 svart bonde · f7 svart bonde · g7 svart bonde · h7 svart bonde · c6 svart bonde · f6 svart springare · f5 svart löpare · a4 vit bonde · c4 svart bonde · d4 vit bonde · c3 vit springare · f3 vit springare · b2 vit bonde · e2 vit bonde · f2 vit bonde · g2 vit bonde · h2 vit bonde · a1 vit torn · c1 vit löpare · d1 vit drottning · e1 vit kung · f1 vit löpare · h1 vit torn | a8 svart torn · b8 svart springare · d8 svart drottning · e8 svart kung · f8 svart löpare · h8 svart torn · a7 svart bonde · b7 svart bonde · e7 svart bonde · f7 svart bonde · g7 svart bonde · h7 svart bonde · c6 svart bonde · f6 svart springare · f5 svart löpare · a4 vit bonde · c4 svart bonde · d4 vit bonde · c3 vit springare · f3 vit springare · b2 vit bonde · e2 vit bonde · f2 vit bonde · g2 vit bonde · h2 vit bonde · a1 vit torn · c1 vit löpare · d1 vit drottning · e1 vit kung · f1 vit löpare · h1 vit torn | a8 svart torn · b8 svart springare · d8 svart drottning · e8 svart kung · f8 svart löpare · h8 svart torn · a7 svart bonde · b7 svart bonde · e7 svart bonde · f7 svart bonde · g7 svart bonde · h7 svart bonde · c6 svart bonde · f6 svart springare · f5 svart löpare · a4 vit bonde · c4 svart bonde · d4 vit bonde · c3 vit springare · f3 vit springare · b2 vit bonde · e2 vit bonde · f2 vit bonde · g2 vit bonde · h2 vit bonde · a1 vit torn · c1 vit löpare · d1 vit drottning · e1 vit kung · f1 vit löpare · h1 vit torn | a8 svart torn · b8 svart springare · d8 svart drottning · e8 svart kung · f8 svart löpare · h8 svart torn · a7 svart bonde · b7 svart bonde · e7 svart bonde · f7 svart bonde · g7 svart bonde · h7 svart bonde · c6 svart bonde · f6 svart springare · f5 svart löpare · a4 vit bonde · c4 svart bonde · d4 vit bonde · c3 vit springare · f3 vit springare · b2 vit bonde · e2 vit bonde · f2 vit bonde · g2 vit bonde · h2 vit bonde · a1 vit torn · c1 vit löpare · d1 vit drottning · e1 vit kung · f1 vit löpare · h1 vit torn | a8 svart torn · b8 svart springare · d8 svart drottning · e8 svart kung · f8 svart löpare · h8 svart torn · a7 svart bonde · b7 svart bonde · e7 svart bonde · f7 svart bonde · g7 svart bonde · h7 svart bonde · c6 svart bonde · f6 svart springare · f5 svart löpare · a4 vit bonde · c4 svart bonde · d4 vit bonde · c3 vit springare · f3 vit springare · b2 vit bonde · e2 vit bonde · f2 vit bonde · g2 vit bonde · h2 vit bonde · a1 vit torn · c1 vit löpare · d1 vit drottning · e1 vit kung · f1 vit löpare · h1 vit torn | a8 svart torn · b8 svart springare · d8 svart drottning · e8 svart kung · f8 svart löpare · h8 svart torn · a7 svart bonde · b7 svart bonde · e7 svart bonde · f7 svart bonde · g7 svart bonde · h7 svart bonde · c6 svart bonde · f6 svart springare · f5 svart löpare · a4 vit bonde · c4 svart bonde · d4 vit bonde · c3 vit springare · f3 vit springare · b2 vit bonde · e2 vit bonde · f2 vit bonde · g2 vit bonde · h2 vit bonde · a1 vit torn · c1 vit löpare · d1 vit drottning · e1 vit kung · f1 vit löpare · h1 vit torn | a8 svart torn · b8 svart springare · d8 svart drottning · e8 svart kung · f8 svart löpare · h8 svart torn · a7 svart bonde · b7 svart bonde · e7 svart bonde · f7 svart bonde · g7 svart bonde · h7 svart bonde · c6 svart bonde · f6 svart springare · f5 svart löpare · a4 vit bonde · c4 svart bonde · d4 vit bonde · c3 vit springare · f3 vit springare · b2 vit bonde · e2 vit bonde · f2 vit bonde · g2 vit bonde · h2 vit bonde · a1 vit torn · c1 vit löpare · d1 vit drottning · e1 vit kung · f1 vit löpare · h1 vit torn | a8 svart torn · b8 svart springare · d8 svart drottning · e8 svart kung · f8 svart löpare · h8 svart torn · a7 svart bonde · b7 svart bonde · e7 svart bonde · f7 svart bonde · g7 svart bonde · h7 svart bonde · c6 svart bonde · f6 svart springare · f5 svart löpare · a4 vit bonde · c4 svart bonde · d4 vit bonde · c3 vit springare · f3 vit springare · b2 vit bonde · e2 vit bonde · f2 vit bonde · g2 vit bonde · h2 vit bonde · a1 vit torn · c1 vit löpare · d1 vit drottning · e1 vit kung · f1 vit löpare · h1 vit torn | 5 |
| 4 | a8 svart torn · b8 svart springare · d8 svart drottning · e8 svart kung · f8 svart löpare · h8 svart torn · a7 svart bonde · b7 svart bonde · e7 svart bonde · f7 svart bonde · g7 svart bonde · h7 svart bonde · c6 svart bonde · f6 svart springare · f5 svart löpare · a4 vit bonde · c4 svart bonde · d4 vit bonde · c3 vit springare · f3 vit springare · b2 vit bonde · e2 vit bonde · f2 vit bonde · g2 vit bonde · h2 vit bonde · a1 vit torn · c1 vit löpare · d1 vit drottning · e1 vit kung · f1 vit löpare · h1 vit torn | a8 svart torn · b8 svart springare · d8 svart drottning · e8 svart kung · f8 svart löpare · h8 svart torn · a7 svart bonde · b7 svart bonde · e7 svart bonde · f7 svart bonde · g7 svart bonde · h7 svart bonde · c6 svart bonde · f6 svart springare · f5 svart löpare · a4 vit bonde · c4 svart bonde · d4 vit bonde · c3 vit springare · f3 vit springare · b2 vit bonde · e2 vit bonde · f2 vit bonde · g2 vit bonde · h2 vit bonde · a1 vit torn · c1 vit löpare · d1 vit drottning · e1 vit kung · f1 vit löpare · h1 vit torn | a8 svart torn · b8 svart springare · d8 svart drottning · e8 svart kung · f8 svart löpare · h8 svart torn · a7 svart bonde · b7 svart bonde · e7 svart bonde · f7 svart bonde · g7 svart bonde · h7 svart bonde · c6 svart bonde · f6 svart springare · f5 svart löpare · a4 vit bonde · c4 svart bonde · d4 vit bonde · c3 vit springare · f3 vit springare · b2 vit bonde · e2 vit bonde · f2 vit bonde · g2 vit bonde · h2 vit bonde · a1 vit torn · c1 vit löpare · d1 vit drottning · e1 vit kung · f1 vit löpare · h1 vit torn | a8 svart torn · b8 svart springare · d8 svart drottning · e8 svart kung · f8 svart löpare · h8 svart torn · a7 svart bonde · b7 svart bonde · e7 svart bonde · f7 svart bonde · g7 svart bonde · h7 svart bonde · c6 svart bonde · f6 svart springare · f5 svart löpare · a4 vit bonde · c4 svart bonde · d4 vit bonde · c3 vit springare · f3 vit springare · b2 vit bonde · e2 vit bonde · f2 vit bonde · g2 vit bonde · h2 vit bonde · a1 vit torn · c1 vit löpare · d1 vit drottning · e1 vit kung · f1 vit löpare · h1 vit torn | a8 svart torn · b8 svart springare · d8 svart drottning · e8 svart kung · f8 svart löpare · h8 svart torn · a7 svart bonde · b7 svart bonde · e7 svart bonde · f7 svart bonde · g7 svart bonde · h7 svart bonde · c6 svart bonde · f6 svart springare · f5 svart löpare · a4 vit bonde · c4 svart bonde · d4 vit bonde · c3 vit springare · f3 vit springare · b2 vit bonde · e2 vit bonde · f2 vit bonde · g2 vit bonde · h2 vit bonde · a1 vit torn · c1 vit löpare · d1 vit drottning · e1 vit kung · f1 vit löpare · h1 vit torn | a8 svart torn · b8 svart springare · d8 svart drottning · e8 svart kung · f8 svart löpare · h8 svart torn · a7 svart bonde · b7 svart bonde · e7 svart bonde · f7 svart bonde · g7 svart bonde · h7 svart bonde · c6 svart bonde · f6 svart springare · f5 svart löpare · a4 vit bonde · c4 svart bonde · d4 vit bonde · c3 vit springare · f3 vit springare · b2 vit bonde · e2 vit bonde · f2 vit bonde · g2 vit bonde · h2 vit bonde · a1 vit torn · c1 vit löpare · d1 vit drottning · e1 vit kung · f1 vit löpare · h1 vit torn | a8 svart torn · b8 svart springare · d8 svart drottning · e8 svart kung · f8 svart löpare · h8 svart torn · a7 svart bonde · b7 svart bonde · e7 svart bonde · f7 svart bonde · g7 svart bonde · h7 svart bonde · c6 svart bonde · f6 svart springare · f5 svart löpare · a4 vit bonde · c4 svart bonde · d4 vit bonde · c3 vit springare · f3 vit springare · b2 vit bonde · e2 vit bonde · f2 vit bonde · g2 vit bonde · h2 vit bonde · a1 vit torn · c1 vit löpare · d1 vit drottning · e1 vit kung · f1 vit löpare · h1 vit torn | a8 svart torn · b8 svart springare · d8 svart drottning · e8 svart kung · f8 svart löpare · h8 svart torn · a7 svart bonde · b7 svart bonde · e7 svart bonde · f7 svart bonde · g7 svart bonde · h7 svart bonde · c6 svart bonde · f6 svart springare · f5 svart löpare · a4 vit bonde · c4 svart bonde · d4 vit bonde · c3 vit springare · f3 vit springare · b2 vit bonde · e2 vit bonde · f2 vit bonde · g2 vit bonde · h2 vit bonde · a1 vit torn · c1 vit löpare · d1 vit drottning · e1 vit kung · f1 vit löpare · h1 vit torn | 4 |
| 3 | a8 svart torn · b8 svart springare · d8 svart drottning · e8 svart kung · f8 svart löpare · h8 svart torn · a7 svart bonde · b7 svart bonde · e7 svart bonde · f7 svart bonde · g7 svart bonde · h7 svart bonde · c6 svart bonde · f6 svart springare · f5 svart löpare · a4 vit bonde · c4 svart bonde · d4 vit bonde · c3 vit springare · f3 vit springare · b2 vit bonde · e2 vit bonde · f2 vit bonde · g2 vit bonde · h2 vit bonde · a1 vit torn · c1 vit löpare · d1 vit drottning · e1 vit kung · f1 vit löpare · h1 vit torn | a8 svart torn · b8 svart springare · d8 svart drottning · e8 svart kung · f8 svart löpare · h8 svart torn · a7 svart bonde · b7 svart bonde · e7 svart bonde · f7 svart bonde · g7 svart bonde · h7 svart bonde · c6 svart bonde · f6 svart springare · f5 svart löpare · a4 vit bonde · c4 svart bonde · d4 vit bonde · c3 vit springare · f3 vit springare · b2 vit bonde · e2 vit bonde · f2 vit bonde · g2 vit bonde · h2 vit bonde · a1 vit torn · c1 vit löpare · d1 vit drottning · e1 vit kung · f1 vit löpare · h1 vit torn | a8 svart torn · b8 svart springare · d8 svart drottning · e8 svart kung · f8 svart löpare · h8 svart torn · a7 svart bonde · b7 svart bonde · e7 svart bonde · f7 svart bonde · g7 svart bonde · h7 svart bonde · c6 svart bonde · f6 svart springare · f5 svart löpare · a4 vit bonde · c4 svart bonde · d4 vit bonde · c3 vit springare · f3 vit springare · b2 vit bonde · e2 vit bonde · f2 vit bonde · g2 vit bonde · h2 vit bonde · a1 vit torn · c1 vit löpare · d1 vit drottning · e1 vit kung · f1 vit löpare · h1 vit torn | a8 svart torn · b8 svart springare · d8 svart drottning · e8 svart kung · f8 svart löpare · h8 svart torn · a7 svart bonde · b7 svart bonde · e7 svart bonde · f7 svart bonde · g7 svart bonde · h7 svart bonde · c6 svart bonde · f6 svart springare · f5 svart löpare · a4 vit bonde · c4 svart bonde · d4 vit bonde · c3 vit springare · f3 vit springare · b2 vit bonde · e2 vit bonde · f2 vit bonde · g2 vit bonde · h2 vit bonde · a1 vit torn · c1 vit löpare · d1 vit drottning · e1 vit kung · f1 vit löpare · h1 vit torn | a8 svart torn · b8 svart springare · d8 svart drottning · e8 svart kung · f8 svart löpare · h8 svart torn · a7 svart bonde · b7 svart bonde · e7 svart bonde · f7 svart bonde · g7 svart bonde · h7 svart bonde · c6 svart bonde · f6 svart springare · f5 svart löpare · a4 vit bonde · c4 svart bonde · d4 vit bonde · c3 vit springare · f3 vit springare · b2 vit bonde · e2 vit bonde · f2 vit bonde · g2 vit bonde · h2 vit bonde · a1 vit torn · c1 vit löpare · d1 vit drottning · e1 vit kung · f1 vit löpare · h1 vit torn | a8 svart torn · b8 svart springare · d8 svart drottning · e8 svart kung · f8 svart löpare · h8 svart torn · a7 svart bonde · b7 svart bonde · e7 svart bonde · f7 svart bonde · g7 svart bonde · h7 svart bonde · c6 svart bonde · f6 svart springare · f5 svart löpare · a4 vit bonde · c4 svart bonde · d4 vit bonde · c3 vit springare · f3 vit springare · b2 vit bonde · e2 vit bonde · f2 vit bonde · g2 vit bonde · h2 vit bonde · a1 vit torn · c1 vit löpare · d1 vit drottning · e1 vit kung · f1 vit löpare · h1 vit torn | a8 svart torn · b8 svart springare · d8 svart drottning · e8 svart kung · f8 svart löpare · h8 svart torn · a7 svart bonde · b7 svart bonde · e7 svart bonde · f7 svart bonde · g7 svart bonde · h7 svart bonde · c6 svart bonde · f6 svart springare · f5 svart löpare · a4 vit bonde · c4 svart bonde · d4 vit bonde · c3 vit springare · f3 vit springare · b2 vit bonde · e2 vit bonde · f2 vit bonde · g2 vit bonde · h2 vit bonde · a1 vit torn · c1 vit löpare · d1 vit drottning · e1 vit kung · f1 vit löpare · h1 vit torn | a8 svart torn · b8 svart springare · d8 svart drottning · e8 svart kung · f8 svart löpare · h8 svart torn · a7 svart bonde · b7 svart bonde · e7 svart bonde · f7 svart bonde · g7 svart bonde · h7 svart bonde · c6 svart bonde · f6 svart springare · f5 svart löpare · a4 vit bonde · c4 svart bonde · d4 vit bonde · c3 vit springare · f3 vit springare · b2 vit bonde · e2 vit bonde · f2 vit bonde · g2 vit bonde · h2 vit bonde · a1 vit torn · c1 vit löpare · d1 vit drottning · e1 vit kung · f1 vit löpare · h1 vit torn | 3 |
| 2 | a8 svart torn · b8 svart springare · d8 svart drottning · e8 svart kung · f8 svart löpare · h8 svart torn · a7 svart bonde · b7 svart bonde · e7 svart bonde · f7 svart bonde · g7 svart bonde · h7 svart bonde · c6 svart bonde · f6 svart springare · f5 svart löpare · a4 vit bonde · c4 svart bonde · d4 vit bonde · c3 vit springare · f3 vit springare · b2 vit bonde · e2 vit bonde · f2 vit bonde · g2 vit bonde · h2 vit bonde · a1 vit torn · c1 vit löpare · d1 vit drottning · e1 vit kung · f1 vit löpare · h1 vit torn | a8 svart torn · b8 svart springare · d8 svart drottning · e8 svart kung · f8 svart löpare · h8 svart torn · a7 svart bonde · b7 svart bonde · e7 svart bonde · f7 svart bonde · g7 svart bonde · h7 svart bonde · c6 svart bonde · f6 svart springare · f5 svart löpare · a4 vit bonde · c4 svart bonde · d4 vit bonde · c3 vit springare · f3 vit springare · b2 vit bonde · e2 vit bonde · f2 vit bonde · g2 vit bonde · h2 vit bonde · a1 vit torn · c1 vit löpare · d1 vit drottning · e1 vit kung · f1 vit löpare · h1 vit torn | a8 svart torn · b8 svart springare · d8 svart drottning · e8 svart kung · f8 svart löpare · h8 svart torn · a7 svart bonde · b7 svart bonde · e7 svart bonde · f7 svart bonde · g7 svart bonde · h7 svart bonde · c6 svart bonde · f6 svart springare · f5 svart löpare · a4 vit bonde · c4 svart bonde · d4 vit bonde · c3 vit springare · f3 vit springare · b2 vit bonde · e2 vit bonde · f2 vit bonde · g2 vit bonde · h2 vit bonde · a1 vit torn · c1 vit löpare · d1 vit drottning · e1 vit kung · f1 vit löpare · h1 vit torn | a8 svart torn · b8 svart springare · d8 svart drottning · e8 svart kung · f8 svart löpare · h8 svart torn · a7 svart bonde · b7 svart bonde · e7 svart bonde · f7 svart bonde · g7 svart bonde · h7 svart bonde · c6 svart bonde · f6 svart springare · f5 svart löpare · a4 vit bonde · c4 svart bonde · d4 vit bonde · c3 vit springare · f3 vit springare · b2 vit bonde · e2 vit bonde · f2 vit bonde · g2 vit bonde · h2 vit bonde · a1 vit torn · c1 vit löpare · d1 vit drottning · e1 vit kung · f1 vit löpare · h1 vit torn | a8 svart torn · b8 svart springare · d8 svart drottning · e8 svart kung · f8 svart löpare · h8 svart torn · a7 svart bonde · b7 svart bonde · e7 svart bonde · f7 svart bonde · g7 svart bonde · h7 svart bonde · c6 svart bonde · f6 svart springare · f5 svart löpare · a4 vit bonde · c4 svart bonde · d4 vit bonde · c3 vit springare · f3 vit springare · b2 vit bonde · e2 vit bonde · f2 vit bonde · g2 vit bonde · h2 vit bonde · a1 vit torn · c1 vit löpare · d1 vit drottning · e1 vit kung · f1 vit löpare · h1 vit torn | a8 svart torn · b8 svart springare · d8 svart drottning · e8 svart kung · f8 svart löpare · h8 svart torn · a7 svart bonde · b7 svart bonde · e7 svart bonde · f7 svart bonde · g7 svart bonde · h7 svart bonde · c6 svart bonde · f6 svart springare · f5 svart löpare · a4 vit bonde · c4 svart bonde · d4 vit bonde · c3 vit springare · f3 vit springare · b2 vit bonde · e2 vit bonde · f2 vit bonde · g2 vit bonde · h2 vit bonde · a1 vit torn · c1 vit löpare · d1 vit drottning · e1 vit kung · f1 vit löpare · h1 vit torn | a8 svart torn · b8 svart springare · d8 svart drottning · e8 svart kung · f8 svart löpare · h8 svart torn · a7 svart bonde · b7 svart bonde · e7 svart bonde · f7 svart bonde · g7 svart bonde · h7 svart bonde · c6 svart bonde · f6 svart springare · f5 svart löpare · a4 vit bonde · c4 svart bonde · d4 vit bonde · c3 vit springare · f3 vit springare · b2 vit bonde · e2 vit bonde · f2 vit bonde · g2 vit bonde · h2 vit bonde · a1 vit torn · c1 vit löpare · d1 vit drottning · e1 vit kung · f1 vit löpare · h1 vit torn | a8 svart torn · b8 svart springare · d8 svart drottning · e8 svart kung · f8 svart löpare · h8 svart torn · a7 svart bonde · b7 svart bonde · e7 svart bonde · f7 svart bonde · g7 svart bonde · h7 svart bonde · c6 svart bonde · f6 svart springare · f5 svart löpare · a4 vit bonde · c4 svart bonde · d4 vit bonde · c3 vit springare · f3 vit springare · b2 vit bonde · e2 vit bonde · f2 vit bonde · g2 vit bonde · h2 vit bonde · a1 vit torn · c1 vit löpare · d1 vit drottning · e1 vit kung · f1 vit löpare · h1 vit torn | 2 |
| 1 | a8 svart torn · b8 svart springare · d8 svart drottning · e8 svart kung · f8 svart löpare · h8 svart torn · a7 svart bonde · b7 svart bonde · e7 svart bonde · f7 svart bonde · g7 svart bonde · h7 svart bonde · c6 svart bonde · f6 svart springare · f5 svart löpare · a4 vit bonde · c4 svart bonde · d4 vit bonde · c3 vit springare · f3 vit springare · b2 vit bonde · e2 vit bonde · f2 vit bonde · g2 vit bonde · h2 vit bonde · a1 vit torn · c1 vit löpare · d1 vit drottning · e1 vit kung · f1 vit löpare · h1 vit torn | a8 svart torn · b8 svart springare · d8 svart drottning · e8 svart kung · f8 svart löpare · h8 svart torn · a7 svart bonde · b7 svart bonde · e7 svart bonde · f7 svart bonde · g7 svart bonde · h7 svart bonde · c6 svart bonde · f6 svart springare · f5 svart löpare · a4 vit bonde · c4 svart bonde · d4 vit bonde · c3 vit springare · f3 vit springare · b2 vit bonde · e2 vit bonde · f2 vit bonde · g2 vit bonde · h2 vit bonde · a1 vit torn · c1 vit löpare · d1 vit drottning · e1 vit kung · f1 vit löpare · h1 vit torn | a8 svart torn · b8 svart springare · d8 svart drottning · e8 svart kung · f8 svart löpare · h8 svart torn · a7 svart bonde · b7 svart bonde · e7 svart bonde · f7 svart bonde · g7 svart bonde · h7 svart bonde · c6 svart bonde · f6 svart springare · f5 svart löpare · a4 vit bonde · c4 svart bonde · d4 vit bonde · c3 vit springare · f3 vit springare · b2 vit bonde · e2 vit bonde · f2 vit bonde · g2 vit bonde · h2 vit bonde · a1 vit torn · c1 vit löpare · d1 vit drottning · e1 vit kung · f1 vit löpare · h1 vit torn | a8 svart torn · b8 svart springare · d8 svart drottning · e8 svart kung · f8 svart löpare · h8 svart torn · a7 svart bonde · b7 svart bonde · e7 svart bonde · f7 svart bonde · g7 svart bonde · h7 svart bonde · c6 svart bonde · f6 svart springare · f5 svart löpare · a4 vit bonde · c4 svart bonde · d4 vit bonde · c3 vit springare · f3 vit springare · b2 vit bonde · e2 vit bonde · f2 vit bonde · g2 vit bonde · h2 vit bonde · a1 vit torn · c1 vit löpare · d1 vit drottning · e1 vit kung · f1 vit löpare · h1 vit torn | a8 svart torn · b8 svart springare · d8 svart drottning · e8 svart kung · f8 svart löpare · h8 svart torn · a7 svart bonde · b7 svart bonde · e7 svart bonde · f7 svart bonde · g7 svart bonde · h7 svart bonde · c6 svart bonde · f6 svart springare · f5 svart löpare · a4 vit bonde · c4 svart bonde · d4 vit bonde · c3 vit springare · f3 vit springare · b2 vit bonde · e2 vit bonde · f2 vit bonde · g2 vit bonde · h2 vit bonde · a1 vit torn · c1 vit löpare · d1 vit drottning · e1 vit kung · f1 vit löpare · h1 vit torn | a8 svart torn · b8 svart springare · d8 svart drottning · e8 svart kung · f8 svart löpare · h8 svart torn · a7 svart bonde · b7 svart bonde · e7 svart bonde · f7 svart bonde · g7 svart bonde · h7 svart bonde · c6 svart bonde · f6 svart springare · f5 svart löpare · a4 vit bonde · c4 svart bonde · d4 vit bonde · c3 vit springare · f3 vit springare · b2 vit bonde · e2 vit bonde · f2 vit bonde · g2 vit bonde · h2 vit bonde · a1 vit torn · c1 vit löpare · d1 vit drottning · e1 vit kung · f1 vit löpare · h1 vit torn | a8 svart torn · b8 svart springare · d8 svart drottning · e8 svart kung · f8 svart löpare · h8 svart torn · a7 svart bonde · b7 svart bonde · e7 svart bonde · f7 svart bonde · g7 svart bonde · h7 svart bonde · c6 svart bonde · f6 svart springare · f5 svart löpare · a4 vit bonde · c4 svart bonde · d4 vit bonde · c3 vit springare · f3 vit springare · b2 vit bonde · e2 vit bonde · f2 vit bonde · g2 vit bonde · h2 vit bonde · a1 vit torn · c1 vit löpare · d1 vit drottning · e1 vit kung · f1 vit löpare · h1 vit torn | a8 svart torn · b8 svart springare · d8 svart drottning · e8 svart kung · f8 svart löpare · h8 svart torn · a7 svart bonde · b7 svart bonde · e7 svart bonde · f7 svart bonde · g7 svart bonde · h7 svart bonde · c6 svart bonde · f6 svart springare · f5 svart löpare · a4 vit bonde · c4 svart bonde · d4 vit bonde · c3 vit springare · f3 vit springare · b2 vit bonde · e2 vit bonde · f2 vit bonde · g2 vit bonde · h2 vit bonde · a1 vit torn · c1 vit löpare · d1 vit drottning · e1 vit kung · f1 vit löpare · h1 vit torn | 1 |
|   | a | b | c | d | e | f | g | h |   |

I huvudvarianten finns flera komplexa undervarianter med omfattande teori. 
Efter 4...dxc4 5.a4 Lf5 är vits vanligaste fortsättningar 6.Se5 (som svart kan bemöta med 6...Sbd7 eller 6...e6) och 6.e3. Även 6.Sh4 e6 7.Sxf5 exf5 spelas.

### Tjebanenkovarianten (4...a6)
Det här är en modern variant där svart försöker utveckla sig utan att stänga in löparen (med ...e6) och utan att ge upp sin d5-bonde. Om vit spelar Db3 (efter att svart spelat ut sin vitfältslöpare) kan svart gardera bonden med ...Ta7, vilket ser väldigt konstigt ut men tornet kan utvecklas senare med ...b5 och ...Td7.
4...a6 förstärker också hotet att slå på c4 och spela ...b5 vilket vit nu måste göra något åt.
Spelet kan fortsätta 5.e3 b5 6.b3 Lg4 7.Le2 e6.

### 4.e3
Det här är en lugnare variant som undviker de komplexa huvudvarianterna. Om svart utvecklar sin löpare till f5 eller g4 måste han vara beredd att ge upp löparparet.
Spelet kan fortsätta 4.e3 Lf5 (4...Lg4 och 4...g6 spelas också) 5.Sc3 e6 6.Sh4. 

### Avbytesvarianten
Avbytesvarianten leder, precis som en del andra avbytesvarianter, till symmetriskt, remibetonat spel. En del svartspelare föredrar halvslaviskt för att slippa detta.
En typisk fortsättning är 4.cxd5 cxd5 5.Sc3 Sc6 6.Lf4 Lf5. 